# Ácido 4-hidroxibenzenossulfônico
Ácido 4-hidroxibenzenossulfônico, ácido fenol-4-sulfônico ou ácido para-fenol-sulfônico é o composto orgânico com a fórmula química C6H6O4S, fórmula linear HOC6H4SO3H, SMILES O=S(=O)(O)c1ccc(O)cc1, massa molecular 174,17. Apresenta densidade de 1,337 g/mL a 25 °C. É classificado com o número CAS 98-67-9, número de registro Beilstein 1869034, número MDL MFCD00007506, PubChem Substance ID 24887214 e CBNumber CB6442408.
Também é nomeado como ácido p-hidroxibenzenossulfônico ou p-fenolssulfônico, ou para-hidroxibenzenossulfônico ou para-fenolssulfônico, ou ainda, ácido sulfocarbólico, um nomenclatura obsoleta.
Este composto é utilizado em um processo para separar urânio de minerais. Inicialmente, o mineral é tratado com ácido nítrico ou misturas de ácidos, em seguida é tratado com acetato de etila. O acetato de urânio é então absorvido em uma resina catiônica composta de ácido p-fenol-sulfônico e um policondensado de fenol e formaldeído. Na fase seguinte, usa-se sulfocianida de amônio, seguido de ácido clorídrico.